# Swansong (Album)
Swansong ist das fünfte Studioalbum der britischen Extrem-Metal-Band Carcass. Das Album erschien im Juni 1996 bei Earache Records und damit nach der offiziellen Bandauflösung im Jahr 1995. Die zeitgenössischen Kritiken fielen gemischt aus und das Album verkaufte sich nicht zur Zufriedenheit der Plattenfirma.

## Hintergründe
Nach Veröffentlichung des vorangegangenen Albums Heartwork war der Plattenvertrag mit Earache Records erfüllt. Bandmanager Martin Nesbitt knüpfte daraufhin Kontakte zu Columbia Records, Anfragen gab es auch von EastWest, einem britischen Sublabel der Warner Music Group. Am 3. April 1994 unterschrieb Carcass den Vertrag mit Columbia. Für das neue Album wurde als zweiter Gitarrist der 20-jährige aus Liverpool stammende Carlo Regadas verpflichtet. Bassist und Sänger Jeff Walker sowie Gitarrist Bill Steer begannen mit dem Songwriting und waren sich von Anfang an uneinig über die musikalische Ausrichtung. Während Walker wollte, dass das Album „noch extremer [sic!] und intensiver“ als Heartwork wird, wollte Steer „diese Riffs einfach nicht mehr schreiben“. Diese Differenzen setzten sich während der Studioaufnahmen fort, die im Februar 1995 in den Rockfield Studios begannen. Als Carcass Jim Welch von Columbia Records die ersten Rohfassungen vorstellten, kam es zum Streit zwischen Band und Plattenlabel. Welch passte die musikalische Ausrichtung nicht, er kritisierte die Gesangsleistungen von Walker und bemängelte das Fehlen von wenigstens „drei zwar richtig harte, aber dafür auch erinnerungswürdige[n] Songs“. Produzent Colin Richardson resümierte, dass Swansong „die Klasse und die geilen Riffs von »Heartwork«“ gefehlt habe, die Platte sei „ein einziger Mischmasch“.
Im Frühjahr 1995 wurde der Plattenvertrag aufgelöst und Carcass erhielt von Columbia eine finanzielle Entschädigung. Mit dem Geld stellte die Band die Aufnahmen im April 1995 fertig. Während des Studioaufenthaltes kam es immer wieder zu Streit zwischen Walker und Steer, sodass Bill Steer nach Ende der Aufnahmen Carcass verließ. Dies bedeutete die Auflösung der Band. Manager Martin Nesbitt bot das fertige Album Earache Records an und es erschien rund ein Jahr nach offizieller Bandauflösung im Juni 1996. Bill Steer äußerte später über das Album:

„»Swansong« war einfach nicht das, was die Leute von uns erwartet hatten. … Egal ob alte Fans, neue Fans, das Label … alle waren enttäuscht.“

Das Album war nur mäßig erfolgreich, es erreichte Platz 68 der britischen Albumcharts sowie Platz 33 der Albumcharts in Finnland.
Das Album erschien auch als Shape-CD in Form eines menschlichen Gehirns in Draufsicht.

## Titelliste
1. Keep on Rotting in the Free World (Walker) – 3:42
2. Tomorrow Belongs to Nobody (Steer, Walker) – 4:17
3. Black Star (Regadas, Walker) – 3:29
4. Cross My Heart (Steer, Walker) – 3:34
5. Child's Play (Steer, Walker) – 5:43
6. Room 101 (Steer, Walker) – 4:35
7. Polarized (Regadas, Steer, Walker) – 4:02
8. Generation Hexed (Steer, Walker) – 3:48
9. Firm Hand (Regadas, Walker) – 5:22
10. R**k the Vote (Walker) – 3:53
11. Don't Believe a Word (Steer, Walker) – 3:57
12. Go to Hell (Walker) – 3:22